# Jean-Baptiste Salpointe

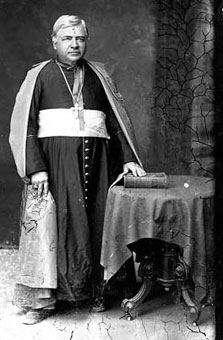

Jean-Baptiste Salpointe, auch John Baptist Salpointe, (* 21. Februar 1825 in Saint Maurice Poinsat, Frankreich; † 15. Juli 1898) war ein französischer Bischof in den Vereinigten Staaten.
Salpointe wurde am 20. Dezember 1851 zum Priester für das Bistum Clermont geweiht.
Papst Pius IX. ernannte ihn am 25. September 1868 zum Apostolischen Vikar von Arizona und Titularbischof von Dorylaëum. Louis-Charles Féron, Bischof von Clermont, weihte ihn am 20. Juni 1869 in der Kathedrale von Clermont zum Bischof. Mitkonsekratoren waren Claude Marie Dubuis, Bischof von Galveston, und Pierre-Marc Le Breton, Bischof von Le Puy-en-Velay. Am 22. April 1884 ernannte ihn Leo XIII. zum Koadjutor von Santa Fe und am 3. Oktober 1884 zum Titularerzbischof von Anazarbus. Am 18. August 1885 nahm Leo XII. den Rücktritt von John Baptist Lamy an und Salpointe folgte ihm als Erzbischof von Santa Fe nach. Am 7. Januar 1894 nahm der Papst seinen Rücktritt an und ernannte ihn am 27. Januar 1894 zum Titularerzbischof von Titularerzbistum Constantia in Scythia.